# りょうけん座RS星
りょうけん座RS星（RS Canum Venaticorum、RS CVn）は、りょうけん座の方角、地球から約450光年離れた場所にある食変光星である。

## 発見
1914年、リディア・ツェラスキー（ツェラスキー夫人）が変光星であることを発見した。すぐに、アルゴルと似た変光をすることが明らかになり、変光星の命名規則に従い、「りょうけん座RS星」となった。

## 特徴

### 光度曲線
変光星としてまず、アルゴル型変光星に分類されたが、光度曲線を詳しく分析すると、食が起こっていない時の光度も変化していることがわかった。光度曲線は、食を挟んで非対称な形をしており、その食でない時の変光もパターンもまた、時間と共に変化することがわかっている。

### 恒星黒点
食以外の変光の原因は、りょうけん座RS星で恒星黒点が出現しているためだと考えられている。これは、分光観測やX線観測の結果によると、りょうけん座RS星は彩層やコロナの活動が活発であることが示唆されることから、太陽で観測される同じような現象の理解から類推して理論づけられている。黒点が出現すると、自転に伴って見える黒点の数や大きさが変化し、観測された明るさの変化が説明できると考えられる。

### 自転
近接連星系では、潮汐力によって自転と公転の同期（潮汐固定）が起こると考えられるが、その場合、黒点を原因とする変光が公転周期と違う時間変化を示すことは考えにくい。しかし、りょうけん座RS星では、黒点が原因とみられる変光は、食の周期と異なる周期で発生している。そのため、りょうけん座RS星系の伴星は、自転が差動回転となっており、黒点は自転速度が相対的に遅くなる高緯度帯に多く出ているのではないかと予測されている。

### 変光星分類
りょうけん座RS星は、恒星黒点による回転変光を示す食変光星の典型とされ、この星に代表される変光星の分類は「りょうけん座RS型」と呼ばれる。